# Октябрьский район (Улан-Удэ)
Октя́брьский райо́н (бур. Октябриин дүүрэг) — один из трёх городских районов города Улан-Удэ.

## Географическое положение
Октябрьский район расположен в южной и юго-восточной части Улан-Удэ, на левобережье реки Уды, которая соответственно с севера и северо-востока является естественной границей с Советским и Железнодорожным районами города. На востоке Октябрьский район граничит на небольшом участке, примыкающем к Транссибу, с Заиграевским районом республики. На западе по реке Селенге проходит граница с Иволгинским районом. Рельеф постепенно поднимается к югу, где возвышаются гора Каменная и другие вершины севера Селенгинского среднегорья, покрытые, преимущественно, сосновыми лесами. Здесь проходит самая протяжённая административная граница Октябрьского района с Тарбагатайским районом Бурятии.
По территории района проходит Транссибирская железнодорожная магистраль и начинается южная ветка Восточно-Сибирской железной дороги (линия Улан-Удэ — Наушки), ведущая в южные районы Бурятии и, далее, в Монголию.

## Климат
Климат резко континентальный, зимние месяцы холодные, весна ветреная с малым количеством осадков, лето короткое.

## История

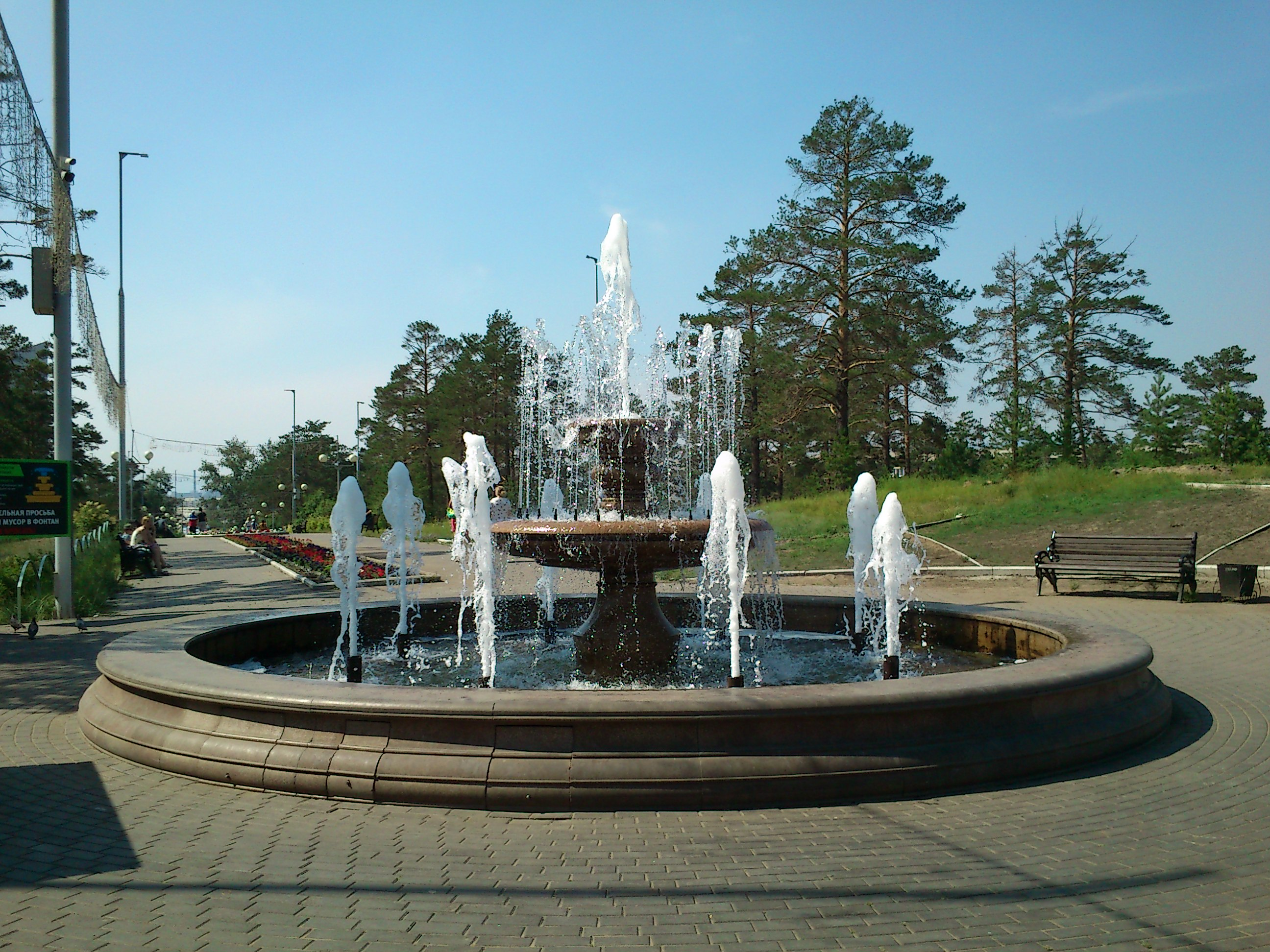
Фонтан, Парк Юбилейный

В 1822 году на средства купца Курбатова был построен первый деревянный мост через Уду. До этого существовала лодочная переправа летом и ледовая зимой. В 1906 году построен новый деревянный мост. Мосты позволили более интенсивно заселять левый берег реки Уды.
В 1935 году в районе завершено строительство мелькомбината и мясокомбината, одного из крупнейших в Сибири. Одновременно строилось жилые дома для работников этих комбинатов.

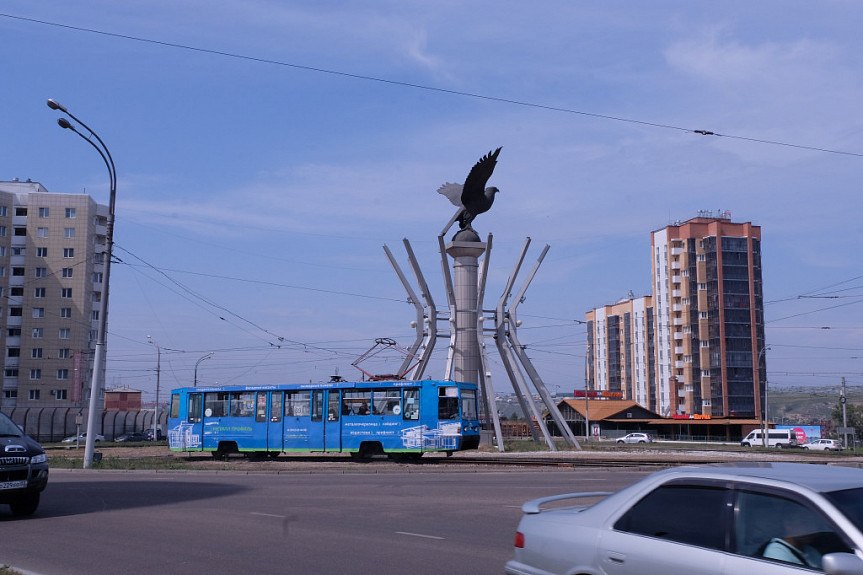
Трамвайное кольцо в 20А квартале Октябрьского района Улан-Удэ

25 марта 1938 года образован Пригородный район. До этого жители называли его Заудой.
В 1948 году был утверждён проект планировки района (автор В. С. Пермут). Ошибочно район был признан непригодным для жилищного строительства из-за широкого распространения эоловых песков, которых на месте не оказалось. В 1958 году Советом министров Бурятской АССР был утверждён новый генплан района, разработанный институтом Гипрогор. В генплане район должен был стать главным направлением в строительстве города. Центром нового района должны были стать площадь Дружбы (не сохранилась) и бульвар Карла Маркса.
20 июня 1957 года указом Президиума Верховного Совета РСФСР район был переименован в Октябрьский.
В послевоенные годы индустриализация района продолжилась, были построены тонкосуконная, макаронные и кондитерская фабрики, фабрика ПОШ, хлебозавод. Возводились многоквартирные дома для их работников, так называемые «хрущёвки». Одновременно с этим в районе началась массовая самовольная застройка людьми, приехавшими из сельских районов Бурятии. В народе эти посёлки назывались «нахаловками» и «шанхаями». В 1957 году взамен старого деревянного построен железобетонный мост через реку Уду.
В 1958 году по Октябрьскому району прошёл первый трамвай. Линия проходила от Заудинского кольца до ПВЗ. В 1967 году в районе построен трамвайный парк.
В 1960 году в Октябрьском районе построена 162-метровая телевизионная вышка, а в июне 1961 года на улице Бабушкина был введён в постоянную эксплуатацию Улан-Удэнский телевизионный центр. Постановлением Совета Министров Бурятской АССР 10 июня 1961 года была организована Улан-Удэнская студия телевидения, в настоящее время ГТРК «Бурятия», филиал ВГТРК.
В 1970-х годах на юго-западе района вступил в строй домостроительный комбинат, что позволило резко увеличить темпы жилищного и социального строительства. Именно в Октябрьском районе появились первые 9-10—этажные жилые дома с лифтами.
5 октября 1971 года посёлок Забайкальский передан из административного подчинения Октябрьского района города Улан-Удэ в Улан-Удэнский район
В 1981 году построен второй мост через реку Уда («Новый мост»), соединивший напрямую Октябрьский и Железнодорожный районы города.
В 1998 году был достроен еще один новый мост через реку Уда, связывающий Октябрьский и Советский районы.
Осенью 2006 года введён в эксплуатацию путепровод, соединивший напрямую 40 квартал (улицу Тобольскую и проспект Строителей) и посёлок Сосновый с 20 и 20а кварталами (улицей Ключевской) и Новым мостом. Новый проезд получил название Богатырский мост. Улица Ключевская, Новый и Богатырский мосты образовали круговой перекрёсток. Ныне он является частью так называемого улан-удэнского транспортного (трамвайного) кольца.
3 декабря 2009 года посёлок Забайкальский вновь передан в Октябрьский район.

## Население
| 1959     | 1970     | 1979     | 1980     | 1981     | 1982     | 1983     | 1984     | 1985     | 1986     |
| -------- | -------- | -------- | -------- | -------- | -------- | -------- | -------- | -------- | -------- |
| 43 794   | ↗79 065  | ↗118 007 | ↗120 000 | ↗123 500 | ↗127 500 | ↗131 300 | ↗134 100 | ↗138 100 | ↗142 300 |
| 1987     | 1988     | 1989     | 1990     | 1991     | 1992     | 1993     | 1994     | 1995     | 1996     |
| ↗145 800 | ↗151 600 | ↗161 823 | ↗164 100 | ↗166 900 | ↗168 800 | ↘168 500 | ↘168 100 | ↗169 000 | ↗170 500 |
| 1997     | 1998     | 1999     | 2000     | 2001     | 2002     | 2003     | 2004     | 2005     | 2006     |
| ↗171 900 | ↗172 500 | ↗173 400 | ↘173 200 | ↗173 300 | ↘165 902 | ↗171 300 | ↗172 300 | ↘171 300 | ↗172 100 |
| 2007     | 2008     | 2009     | 2010     | 2011     | 2012     | 2013     | 2014     | 2015     | 2016     |
| ↘171 900 | ↘170 700 | ↘170 000 | ↗179 100 | ↗179 774 | ↗183 226 | ↗183 898 | ↗186 569 | ↗190 731 | ↗195 082 |
| 2017     | 2018     | 2019     | 2020     | 2021     | 2023     | 2024     |          |          |          |
| ↗197 380 | ↗200 042 | ↗202 258 | ↗204 454 | ↗205 499 | ↘204 731 | ↘204 615 |          |          |          |

### Национальный состав
Население многонациональное, преобладают русские и буряты.

## Образование
На территории Октябрьского района находятся 24 общеобразовательных учреждений, 55 дошкольных учреждений, 12 учреждений дополнительного образования, на территории района находятся два крупных вуза Восточной Сибири — Восточно-Сибирский государственный университет технологий и управления (свыше 15 тысяч студентов всех форм обучения), и Восточно-Сибирский государственный институт культуры .

## Инфраструктура
Особенностью Октябрьского района является то, что здесь сосредоточены крупнейшие лечебные учреждения Бурятии — республиканская и инфекционная больницы, онкологический диспансер, больница скорой медицинской помощи (БСМП), госпиталь для ветеранов, два родильных дома.
- Количество многоквартирных домов — 1185;
- Дома частного сектора — 10171;
- Средние школы и школы-интернаты — 29;
- Детские сады — 55;
- Высшие учебные заведения — 4;
- Средние профессиональные учебные заведения — 8;
- Учреждения здравоохранения — 21;
- Театры — 2;
- Библиотеки — 9;
- Спортивных комплексов и стадионов — 5;
- Промышленные предприятия всех форм собственности — 5556;
- Парк Юбилейный

## Галерея

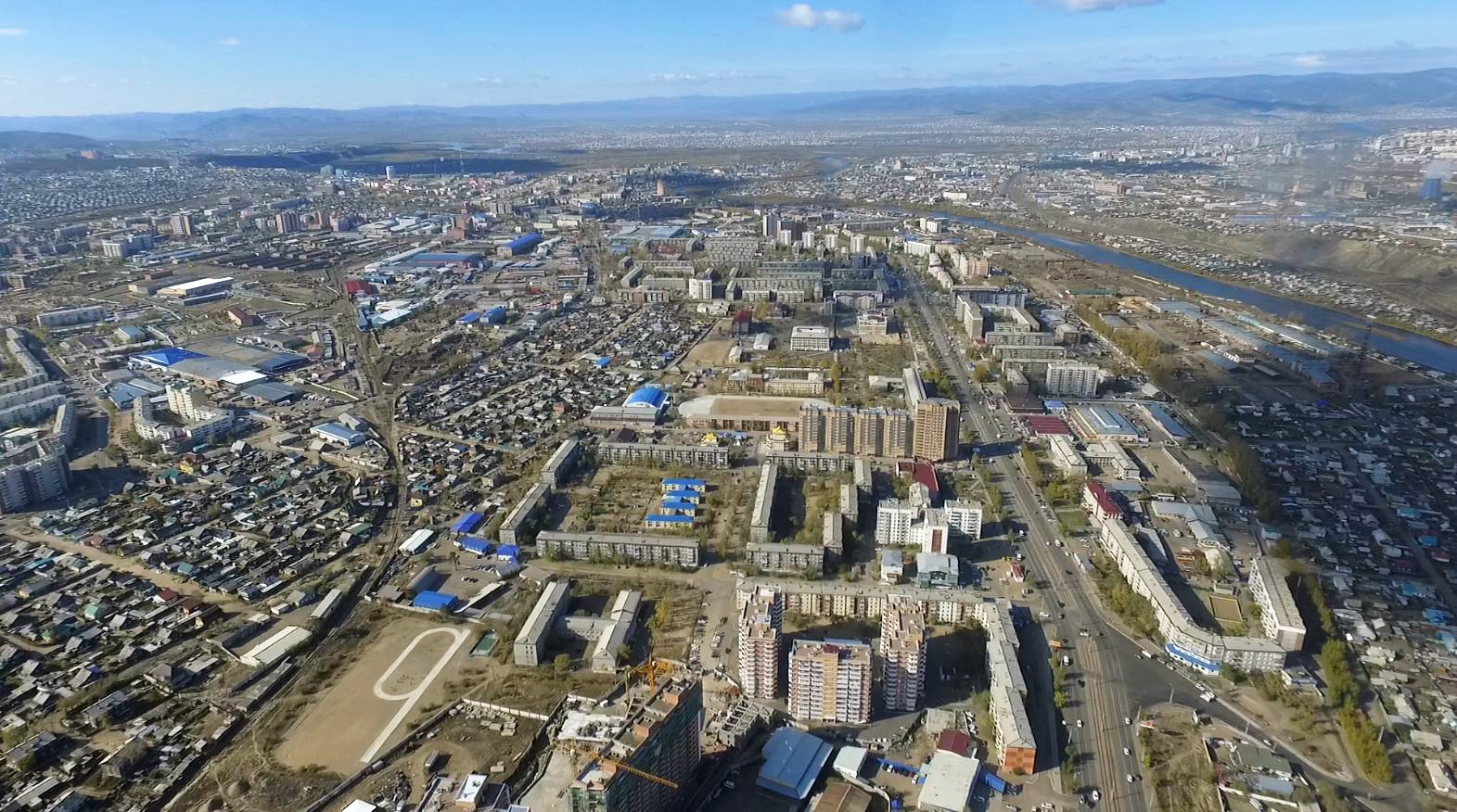
Панорама Октябрьского района
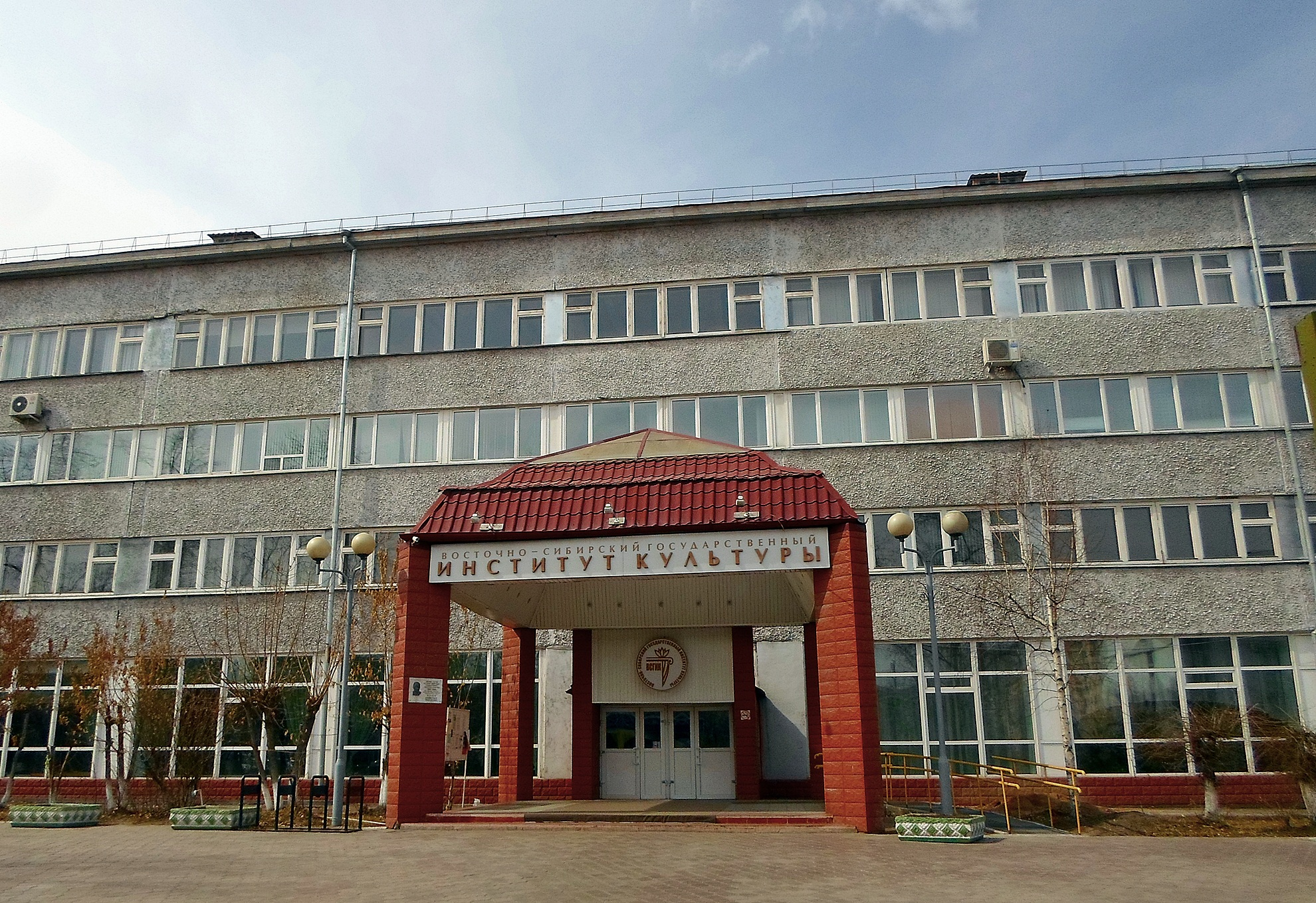
ВСГИК
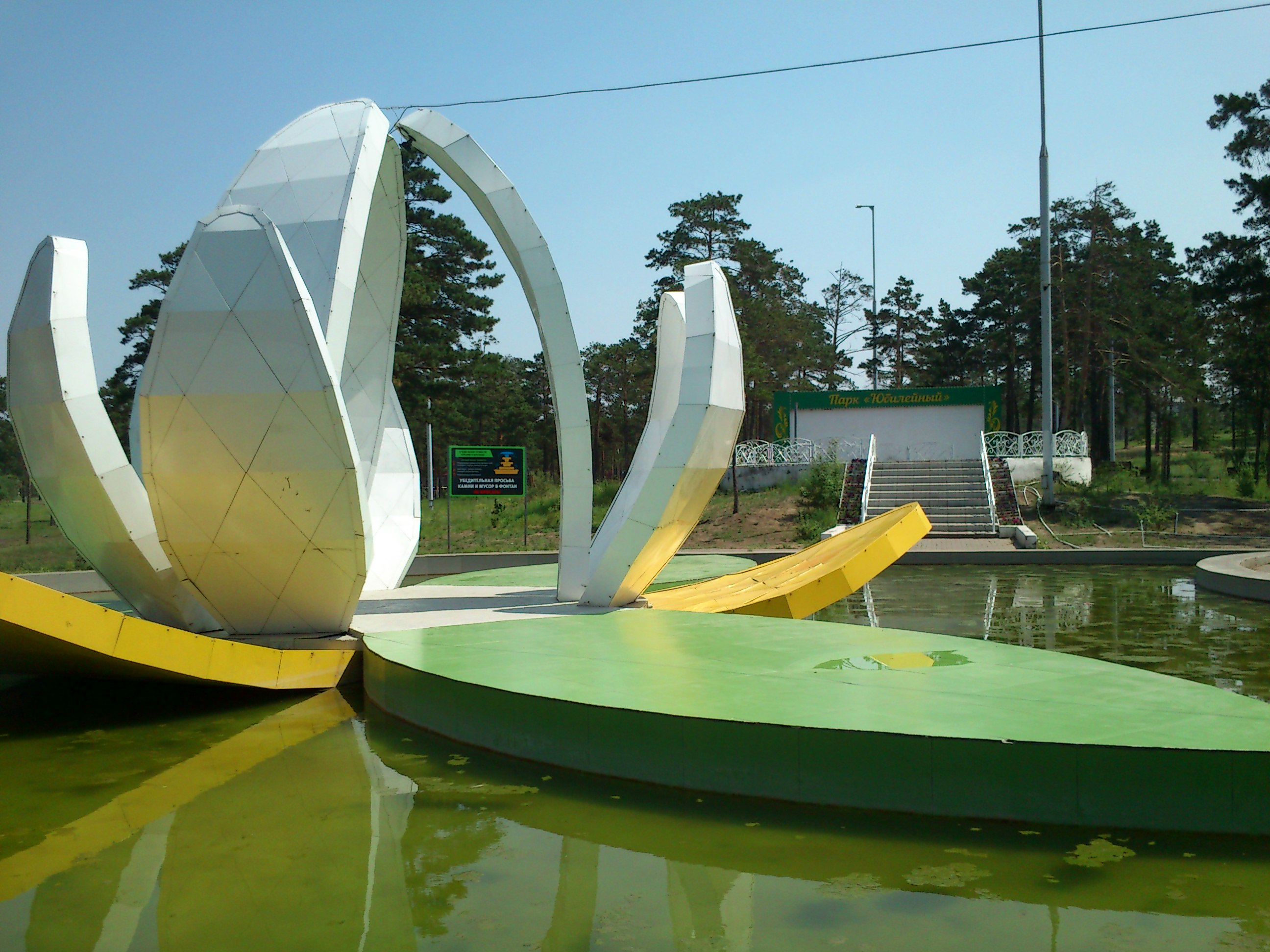
Парк Юбилейный
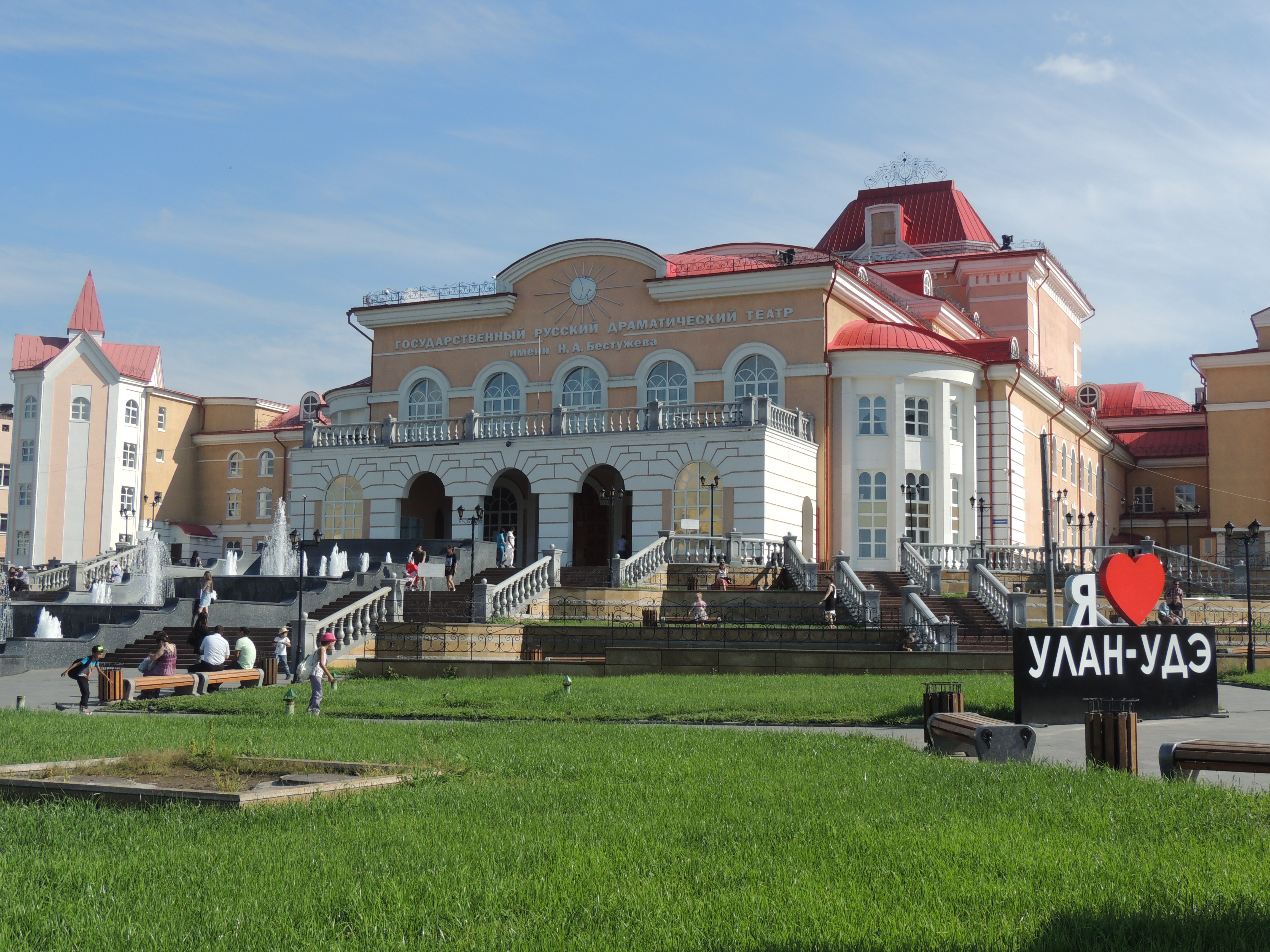
Русский драматический театр

## Территориально-общественные самоуправления
На территории Октябрьского района созданы и работают 24 ТОС, в границах которых проживают 21142 чел. от 16 лет и старше:
- ТОС «Забайкальский»;
- ТОС «Таежный»;
- ТОС «Туяа»;
- ТОС «Новая Комушка»;
- ТОС «Радужный»;
- ТОС «Патриот»;
- ТОС «Ласточка»;
- ТОС «Светлый»;
- ТОС «Салют»;
- ТОС «Факел»;
- ТОС «106 микрорайон»;
- ТОС «Энергия»;
- ТОС «Отрадное»;
- ТОС "Импульс";
- ТОС "Багульник";
- ТОС "Фаворит",
- ТОС "Дружба";
- ТОС "Пищевик";
- ТОС "Сосновый рай";
- ТОМ имени С.Ангабаева;
- ТОС "Звездный";
- ТОС "47 квартал";
- ТОС "Южный-68";
- ТОС "Талаан г. Улан-Удэ".

## Связь
В Октябрьском районе работают следующие операторы сотовой связи:
- Билайн,
- МегаФон,
- МТС,
- Теле2

Оператор стационарной связи:
- Бурятский филиал ОАО «Ростелеком».